# Le Tsarévitch Procha
Pour plus de détails, voir Fiche technique et Distribution.
Le Tsarévitch Procha (Царевич Проша) est un film soviétique réalisé par Nadejda Kocheverova, sorti en 1974,.

## Synopsis
Il était une fois un tsar qui avait un fils, le tsarévitch Procha, de nature honnête. Parce que ce dernier refusa de lui raconter le rêve qu'il avait fait, le tsar le livra aux bêtes sauvages. Le roi d'un pays voisin le sauva in extremis et l'éleva à sa cour.  
La fille de ce roi fut un jour enlever par le duc Derdidas et le tsarévitch parti en mission pour la délivrer. En chemin, il fait la rencontre du brigand Loutonia, qui se porte volontaire dans son entreprise pour sauver la princesse dont le tsarévitch est amoureux.

## Fiche technique
- Photographie : Edouard Rozovski, Vladimir Vassiliev
- Musique : Moïsseï Weinberg
- Décors : Marina Azizian, Irina Charchilina
- Montage : Valentina Mironova

## Distribution
- Sergueï Martynov : Procha
- Valeri Zolotoukhine : Loutonia
- Tatiana Chestakova : la princesse
- Evgueni Tilitcheïev : Derdidas
- Valeri Nossik : Okh
- Alexandre Beniaminov : Mops
- Tatiana Pelttser : Berta
- Sergueï Filippov : l'ataman
- Gueorgui Vitsine : Katorz IX
- Anatoli Abramov :
- Konstantin Adachevski :
- Glikeria Bogdanova-Tchesnokova :
- Svetlana Karpinskaïa : la marchande du bazar
- Anatoli Korolkevitch :
- Natalia Kratchkovskaïa :
- Boris Lioskine : garde du duc
- Vladimir Markov : garde
- Viktor Perevalov :
- Lidia Chtykan :
- Pavel Soukhanov :
- Vera Titova :
- L. Salikova :
- Gueorgui Stiel : directeur du palais de la culture (comme G. Shtil)
- Dmitri Choulkine : (comme D. Shulkin)
- Z. Sokolova :
- Zoïa Vassilkova : membre du bureau du conseil municipal (comme Z. Vasilkova)
- Natalia Vassina : (comme N. Vasina)
- Sergueï Zamorev : (comme S. Zamoryev)
- Piotr Chelokhonov : (non crédité)
- Viktor Tregoubovitch : maître Krol (non crédité)